# Phylica excelsa
Phylica excelsa är en brakvedsväxtart som beskrevs av Wendl.. Phylica excelsa ingår i släktet Phylica och familjen brakvedsväxter. Utöver nominatformen finns också underarten P. e. papillosa.